# 황유정
황유정(黃有定, 1343년(충혜왕 복위 4년) ~ 1421년)은 고려 말 조선 초의 문신이다. 호는 미균(米均)이고, 본관은 평해이다. 삼봉(三峯) 정도전(鄭道傳)의 여동생과 혼인. 평해 황씨로 조선 초에 한성판윤(漢城判尹), 예조전서(禮曹典書), 공조전서(工曹典書), 형조전서(刑曹典書)를 역임.

## 어린 시절
성균관사예(成均館司藝) 겸 예문관직제학(藝文館直提學)을 지낸 황근(黃瑾)과 문정공(文貞公) 근재(謹齋) 안축(安軸)의 딸인 순흥 안씨 사이의 3남 1녀 중 셋째 아들로 태어났다. 12세인 1355년(고려 공민왕 4년) 안동도회(安東都會)에 시를 지었고 이를 본 시관이 과거응시를 권유하였다. 그 후 과거에 급제하지만 벼슬에 나가지 않고 오직 글 읽기만 즐겼다. 특히 논어를 손에서 놓지 않았다.

## 벼슬
고려 말에 판윤(判尹), 예조전서(禮曹典書), 공조전서(工曹典書), 형조전서(刑曹典書)를 역임하였다.
또한 조선 초에도 한성판윤(漢城判尹), 예조전서(禮曹典書), 공조전서(工曹典書), 형조전서(刑曹典書)를 역임하였다.

## 봉화 정씨와의 인연
정도전의 여동생인 봉화 정씨 부인과 결혼한 정도전의 매제이다. 정도전 사후에 연좌되지 않고 벼슬을 계속하였다. 말년에 병이 생겨 경상북도 영주의 삼판서고택에서 지냈다. 묘역은 경상북도 영주시 이산면 두월리 을좌지원(乙坐之原)으로 황분토(黃墳土, 덕동)이다.

## 삼판서고택
경상북도 영주시에 위치한 고택. 고려에서 형부상서(刑部尙書)를 지낸 정운경(鄭云敬)이 관직을 버리고 내려와 살다가 삼봉(三峯) 정도전(鄭道傳)을 낳고 기른 곳으로, 이후 사위인 미균(米均) 황유정(黃有定)에서 물려주었고, 한성판윤, 예조전서, 공조전서, 형조전서를 지낸 황유정(黃有定)이 병을 이유로 낙향하여 말년을 보낸 고택. 다시 황유정은 사위 김소량(金小良)의 차남인 이조판서 문절공(文節公) 김담(金淡)에게 물려주어 3명의 판서가 살았다하여 삼판서고택이라 불림.

## 호의 의미
백성들에게 ‘먹을 것이 하늘’이라는 말을 정책에 반영하고 실천한 목민관으로서 호에 쌀 미(米)자를 넣음.